# Nyctemera scalarium
Nyctemera scalarium är en fjärilsart som beskrevs av Snellen van Vollenhoven 1863. Nyctemera scalarium ingår i släktet Nyctemera och familjen björnspinnare. Inga underarter finns listade i Catalogue of Life.